# 삼화초등학교 (충북)
삼화초등학교는 대한민국 충청북도 옥천군 안남면 청정리 551에 있었던 공립 초등학교이다.

## 연혁
- 1969. 03. 03 삼화국민학교 개교 (10학급)
- 1969. 03. 03 초대 임영진 교장 취임
- 1969. 09. 20 신축교실(5개교실) 준공
- 1969. 09. 28 신축교사로 이전
- 1969. 12. 27 숙직실 및 창고 신축
- 1994. 03. 01 병설유치원 개원(설립인가 1월 1일)
- 1996. 03. 01 삼화초등학교, 삼화초등학교 병설유치원 개칭, 제8대 조규철 교장 취임
- 1997. 03. 01 5학급 편성
- 1998. 02. 17 제4회 병설유치원 수료 10명 (총54명)
- 1998. 02. 19 제29회 졸업식 거행(15명) (총1,310명)
- 1999. 03. 01 안남초등학교에 통폐합